# Code van Coppens: De wraak van de Belgen
Code van Coppens: De wraak van de Belgen is een Nederlands televisieprogramma dat uitgezonden wordt door SBS6 en gebaseerd is op het Vlaamse programma Code van Coppens. De presentatie van het programma is in handen van de Vlaamse broers Staf Coppens en Mathias Coppens, van wie tevens de programmanaam afstamt. In het programma moeten duo's bekende Nederlanders uit een escaperoom zien te ontsnappen.

## Format
In het programma nemen twee duo's bestaande uit bekende Nederlanders het tegen elkaar op om zo snel mogelijk te ontsnappen uit een escaperoom. Deze bestaat uit twee afzonderlijke kamers die via een geheime doorgang met elkaar in verbinding staan. Ze worden opgesloten en krijgen een uur de tijd om een aantal raadsels op te lossen en gelijktijdig wetenschappelijke experimenten uit te voeren die hen naar de uitgang leiden. De presentatoren begeleiden de duo's vanuit een controlekamer en geven soms kleine hints als het deelnemers te lang duurt om verder te geraken. De duo's moeten aan het einde vaak een deur of doorgang op een speciale manier openbreken, aan de andere kant worden de duo's opgewacht door de broers die hen vertellen wie de snelste tijd had.
In elke aflevering staat de escaperoom in een bepaald thema. Zo moeten ze zien te ontsnappen uit een streng bewaakte gevangenis, of moeten ze zich doorstaan in een horror escaperoom.
De twee teams bekijken achteraf in de studio samen met de presentatoren hoe ze hun weg in de escaperoom hebben afgelegd. In de studio geven de broers samen met Lieven Scheire tevens de uitleg hoe sommige wetenschappelijke experimenten in de escaperoom te werk gaan.

## Seizoensoverzicht
| Seizoen | Uitzenduren                | Aantal afleveringen | Start seizoen   | Start seizoen | Einde seizoen    | Einde seizoen | Gemiddelde kijkcijfers |
| Seizoen | Uitzenduren                | Aantal afleveringen | Datum           | Kijkcijfers   | Datum            | Kijkcijfers   | Gemiddelde kijkcijfers |
| ------- | -------------------------- | ------------------- | --------------- | ------------- | ---------------- | ------------- | ---------------------- |
| 1       | Zondag 21:30 – 22:30 uur   | 6                   | 3 januari 2021  | 628.000       | 7 februari 2021  | 779.000       | 677.833                |
| 2       | Zaterdag 20:30 – 21:30 uur | 8                   | 2 april 2022    | 505.000       | 28 mei 2022      | 429.000       | 425.625                |
| 3       | Zondag 20:30 – 21:30 uur   | 8                   | 23 oktober 2022 | 552.000       | 18 december 2022 | 514.000       | 568.625                |
| 4       | Zondag 20:30 – 21:30 uur   | 9                   | 21 april 2024   | 995.000       | 16 juni 2024     | 761.000       | 932.333                |
| 5       | Zondag 20:30 – 21:30 uur   | 9                   | 20 april 2025   | 818.000       | 15 juni 2025     | 652.000       | 870.778                |

## Seizoenen

### Seizoen 1 (2021)
| Nr. | Uitzenddatum    | Escaperoom | Team | Gasten             | Gasten               | Tijd (in minuten) | Status   | Kijkcijfers |
| --- | --------------- | ---------- | ---- | ------------------ | -------------------- | ----------------- | -------- | ----------- |
| 1   | 3 januari 2021  | Bank       | 1    | Leo Alkemade       | Dennis Weening       | 56:02             | Verloren | 628.000     |
| 1   | 3 januari 2021  | Bank       | 2    | Fien Vermeulen     | Klaas van der Eerden | 48:59             | Gewonnen | 628.000     |
| 2   | 10 januari 2021 | Ziekenhuis | 1    | René Froger        | Didier Froger        | 58:13             | Verloren | 601.000     |
| 2   | 10 januari 2021 | Ziekenhuis | 2    | Ruben van der Meer | Horace Cohen         | 57:36             | Gewonnen | 601.000     |
| 3   | 17 januari 2021 | IJslab     | 1    | Patrick Martens    | Quinty Trustfull     | 44:07             | Gewonnen | 577.000     |
| 3   | 17 januari 2021 | IJslab     | 2    | Xander de Buisonjé | Sem van Dijk         | 45:12             | Verloren | 577.000     |
| 4   | 24 januari 2021 | Horror     | 1    | Kees Tol           | Monique Smit         | 42:13             | Verloren | 770.000     |
| 4   | 24 januari 2021 | Horror     | 2    | Toprak Yalçiner    | Anouk Maas           | 38:05             | Gewonnen | 770.000     |
| 5   | 31 januari 2021 | Gevangenis | 1    | Leonie ter Braak   | Tina de Bruin        | 57:20             | Verloren | 712.000     |
| 5   | 31 januari 2021 | Gevangenis | 2    | Tim Coronel        | Tom Coronel          | 50:10             | Gewonnen | 712.000     |
| 6   | 7 februari 2021 | Riool      | 1    | Olcay Gulsen       | Ruud de Wild         | 58:42             | Verloren | 779.000     |
| 6   | 7 februari 2021 | Riool      | 2    | Viktor Brand       | Jan Versteegh        | 56:12             | Gewonnen | 779.000     |

### Seizoen 2 (voorjaar 2022)
| Nr. | Uitzenddatum  | Escaperoom   | Team | Gasten                | Gasten                | Gasten                | Gasten                | Gasten                | Gasten                | Tijd (in minuten) | Status   | Kijkcijfers |
| --- | ------------- | ------------ | ---- | --------------------- | --------------------- | --------------------- | --------------------- | --------------------- | --------------------- | ----------------- | -------- | ----------- |
| 1   | 2 april 2022  | Hemel en Hel | 1    | Martien Meiland       | Martien Meiland       | Britt Dekker          | Britt Dekker          | Britt Dekker          | Britt Dekker          | 49:16             | Gewonnen | 505.000     |
| 1   | 2 april 2022  | Hemel en Hel | 2    | Rutger van Barneveld  | Rutger van Barneveld  | René le Blanc         | René le Blanc         | René le Blanc         | René le Blanc         | 56:23             | Verloren | 505.000     |
| 2   | 9 april 2022  | Noodlanding  | 1    | Pia Douwes            | Pia Douwes            | Carolina Dijkhuizen   | Carolina Dijkhuizen   | Carolina Dijkhuizen   | Carolina Dijkhuizen   | 50:22             | Verloren | 395.000     |
| 2   | 9 april 2022  | Noodlanding  | 2    | Katja Schuurman       | Katja Schuurman       | Birgit Schuurman      | Birgit Schuurman      | Birgit Schuurman      | Birgit Schuurman      | 47:19             | Gewonnen | 395.000     |
| 3   | 16 april 2022 | Middeleeuwen | 1    | Sanne Wallis de Vries | Sanne Wallis de Vries | Thomas Cammaert       | Thomas Cammaert       | Thomas Cammaert       | Thomas Cammaert       | 49:07             | Gewonnen | 446.000     |
| 3   | 16 april 2022 | Middeleeuwen | 2    | Wolter Kroes          | Wolter Kroes          | Frans Duijts          | Frans Duijts          | Frans Duijts          | Frans Duijts          | 53:12             | Verloren | 446.000     |
| 4   | 23 april 2022 | Kerst        | 1    | Sandra Schuurhof      | Sandra Schuurhof      | Evelien de Bruijn     | Evelien de Bruijn     | Evelien de Bruijn     | Evelien de Bruijn     | 43:12             | Verloren | 364.000     |
| 4   | 23 april 2022 | Kerst        | 2    | Charly Luske          | Charly Luske          | Tanja Jess            | Tanja Jess            | Tanja Jess            | Tanja Jess            | 41:28             | Gewonnen | 364.000     |
| 5   | 30 april 2022 | Ruimte       | 1    | Samantha Steenwijk    | Samantha Steenwijk    | Chatilla van Grinsven | Chatilla van Grinsven | Chatilla van Grinsven | Chatilla van Grinsven | 44:12             | Verloren | 414.000     |
| 5   | 30 april 2022 | Ruimte       | 2    | Sergio Vyent          | Sergio Vyent          | Victor Abeln          | Victor Abeln          | Victor Abeln          | Victor Abeln          | 39:51             | Gewonnen | 414.000     |
| 6   | 7 mei 2022    | Mortuarium   | 1    | Lisa Vol              | Amy Vol               | Amy Vol               | Shelley Vol           | Shelley Vol           | Shelley Vol           | 44:51             | Gewonnen | 478.000     |
| 6   | 7 mei 2022    | Mortuarium   | 2    | Anouk Hoogendijk      | Glenn Helder          | Glenn Helder          | Roy Makaay            | Roy Makaay            | Roy Makaay            | 48:03             | Verloren | 478.000     |
| 7   | 21 mei 2022   | Hotel        | 1    | Tooske Ragas          | Tooske Ragas          | Bastiaan Ragas        | Bastiaan Ragas        | Bastiaan Ragas        | Bastiaan Ragas        | 48:08             | Verloren | 374.000     |
| 7   | 21 mei 2022   | Hotel        | 2    | Airen Mylene          | Airen Mylene          | Taeke Taekema         | Taeke Taekema         | Taeke Taekema         | Taeke Taekema         | 47:02             | Gewonnen | 374.000     |
| 8   | 28 mei 2022   | Taxidermist  | 1    | Dennis van der Geest  | Dennis van der Geest  | Niels van Baarlen     | Niels van Baarlen     | Niels van Baarlen     | Niels van Baarlen     | 41:04             | Verloren | 429.000     |
| 8   | 28 mei 2022   | Taxidermist  | 2    | Yolanthe Cabau        | Yolanthe Cabau        | Loes Haverkort        | Loes Haverkort        | Loes Haverkort        | Loes Haverkort        | 38:15             | Gewonnen | 429.000     |

### Seizoen 3 (najaar 2022)
| Nr. | Uitzenddatum     | Escaperoom     | Team | Gasten                  | Gasten                 | Gasten                 | Tijd (in minuten) | Status   | Kijkcijfers |
| --- | ---------------- | -------------- | ---- | ----------------------- | ---------------------- | ---------------------- | ----------------- | -------- | ----------- |
| 1   | 23 oktober 2022  | Bakkerij       | 1    | Maxime Meiland          | Erica Renkema          | Erica Renkema          | 41:08             | Gewonnen | 552.000     |
| 1   | 23 oktober 2022  | Bakkerij       | 2    | Edsilia Rombley         | Jasmine Sendar         | Jasmine Sendar         | 43:12             | Verloren | 552.000     |
| 2   | 30 oktober 2022  | Titanic        | 1    | Dave Roelvink           | Donny Roelvink         | Donny Roelvink         | 42:36             | Gewonnen | 506.000     |
| 2   | 30 oktober 2022  | Titanic        | 2    | Kim-Lian van der Meij   | Kees van der Spek      | Kees van der Spek      | 47:15             | Verloren | 506.000     |
| 3   | 6 november 2022  | Zoo            | 1    | Anne-Marie Jung         | Pim Muda               | Pim Muda               | 52:33             | Verloren | 597.000     |
| 3   | 6 november 2022  | Zoo            | 2    | Natasja Froger          | Natascha Froger        | Natascha Froger        | 51:15             | Gewonnen | 597.000     |
| 4   | 13 november 2022 | Frietkot       | 1    | Isa Hoes                | Merlijn Kamerling      | Merlijn Kamerling      | 36:48             | Verloren | 627.000     |
| 4   | 13 november 2022 | Frietkot       | 2    | Wendy van Dijk          | Sem van Dijk           | Sem van Dijk           | 36:42             | Gewonnen | 627.000     |
| 5   | 20 november 2022 | Tirol          | 1    | Gordon                  | Ingeborg Sergeant      | Ingeborg Sergeant      | 37:53             | Verloren | 703.000     |
| 5   | 20 november 2022 | Tirol          | 2    | Fresia Cousiño Arias    | Jan Joost van Gangelen | Jan Joost van Gangelen | 35:36             | Gewonnen | 703.000     |
| 6   | 27 november 2022 | Cinema         | 1    | Klaasje Meijer          | Gers Pardoel           | Gers Pardoel           | 36:54             | Verloren | 502.000     |
| 6   | 27 november 2022 | Cinema         | 2    | Teun Föhn               | Albert Snoek           | Albert Snoek           | 35:11             | Gewonnen | 502.000     |
| 7   | 11 december 2022 | Nonnenklooster | 1    | Francis van Broekhuizen | Laetitia Gerards       | Laetitia Gerards       | 39:22             | Gewonnen | 548.000     |
| 7   | 11 december 2022 | Nonnenklooster | 2    | Roy Donders             | Corry Konings          | Corry Konings          | 43:14             | Verloren | 548.000     |
| 8   | 18 december 2022 | 1001 Nacht     | 1    | Amara Onwuka            | Nicolien Kroon         | Nicolien Kroon         | 41:02             | Gewonnen | 514.000     |
| 8   | 18 december 2022 | 1001 Nacht     | 2    | Churandy Martina        | Gregory Sedoc          | Gregory Sedoc          | 41:56             | Verloren | 514.000     |

### Seizoen 4 (2024)
| Nr. | Uitzenddatum  | Escaperoom             | Team | Gasten                 | Gasten            | Gasten            | Tijd (in minuten) | Status   | Kijkcijfers |
| --- | ------------- | ---------------------- | ---- | ---------------------- | ----------------- | ----------------- | ----------------- | -------- | ----------- |
| 1   | 21 april 2024 | Wellness               | 1    | Jeroen Stekelenburg    | Milan van Dongen  | Milan van Dongen  | 42:44             | Verloren | 995.000     |
| 1   | 21 april 2024 | Wellness               | 2    | John de Bever          | Kees Stevens      | Kees Stevens      | 41:06             | Gewonnen | 995.000     |
| 2   | 28 april 2024 | Sterfbed van de Koning | 1    | Ammar Bozoglu          | Donnie            | Donnie            | 42:58             | Gewonnen | 1.048.000   |
| 2   | 28 april 2024 | Sterfbed van de Koning | 2    | Steven Kazàn           | Jamie Kazàn       | Jamie Kazàn       | 43:41             | Verloren | 1.048.000   |
| 3   | 5 mei 2024    | Reisbureau             | 1    | Lilian Marijnissen     | Sander de Kramer  | Sander de Kramer  | 43:52             | Gewonnen | 1.054.000   |
| 3   | 5 mei 2024    | Reisbureau             | 2    | Marco Schuitmaker      | René Karst        | René Karst        | 45:08             | Verloren | 1.054.000   |
| 4   | 12 mei 2024   | Psychiatrie            | 1    | Pauline Wingelaar      | Bo Wilkes         | Bo Wilkes         | 41:13             | Verloren | 976.000     |
| 4   | 12 mei 2024   | Psychiatrie            | 2    | Mart Hoogkamer         | Maxim Froger      | Maxim Froger      | 40:36             | Gewonnen | 976.000     |
| 5   | 19 mei 2024   | Murassig Park          | 1    | Danny de Munk          | Davy de Munk      | Davy de Munk      | 46:32             | Verloren | 1.023.000   |
| 5   | 19 mei 2024   | Murassig Park          | 2    | Kim Feenstra           | Sylvia Geersen    | Sylvia Geersen    | 44:17             | Gewonnen | 1.023.000   |
| 6   | 26 mei 2024   | Songfestival           | 1    | Nienke Plas            | Juvat Westendorp  | Juvat Westendorp  | 41:53             | Gewonnen | 936.000     |
| 6   | 26 mei 2024   | Songfestival           | 2    | Tatum Dagelet          | Marit van Bohemen | Marit van Bohemen | 42:35             | Verloren | 936.000     |
| 7   | 2 juni 2024   | Herrie aan zee         | 1    | Toine van Peperstraten | Mischa Blok       | Mischa Blok       | 41:36             | Gewonnen | 840.000     |
| 7   | 2 juni 2024   | Herrie aan zee         | 2    | Herman den Blijker     | Heleen van Royen  | Heleen van Royen  | 42:27             | Verloren | 840.000     |
| 8   | 9 juni 2024   | Police Academy         | 1    | Michael Boogerd        | Barbara Barend    | Barbara Barend    | 43:21             | Gewonnen | 758.000     |
| 8   | 9 juni 2024   | Police Academy         | 2    | Leontien van Moorsel   | Manuel Venderbos  | Manuel Venderbos  | 44:14             | Verloren | 758.000     |
| 9   | 16 juni 2024  | Kindertijd             | 1    | Leo Alkemade           | Dennis Weening    | Dennis Weening    | 54:47             | Verloren | 761.000     |
| 9   | 16 juni 2024  | Kindertijd             | 2    | Kürt Rogiers           | Sandrine André    | Sandrine André    | 52:31             | Gewonnen | 761.000     |

### Seizoen 5 (2025)
| Nr. | Uitzenddatum  | Escaperoom            | Team | Gasten            | Gasten                    | Gasten                    | Tijd (in minuten) | Status   | Kijkcijfers |
| --- | ------------- | --------------------- | ---- | ----------------- | ------------------------- | ------------------------- | ----------------- | -------- | ----------- |
| 1   | 20 april 2025 | Maffia Pizzeria       | 1    | André Hazes jr.   | Monique Westenberg        | Monique Westenberg        | 47:51             | Gewonnen | 818.000     |
| 1   | 20 april 2025 | Maffia Pizzeria       | 2    | Jeffrey Hoogland  | Shanne Braspennincx       | Shanne Braspennincx       | 48:25             | Verloren | 818.000     |
| 2   | 27 april 2025 | Sprookje              | 1    | Sophie Milzink    | Kelvin Boerma             | Kelvin Boerma             | 49:21             | Verloren | 941.000     |
| 2   | 27 april 2025 | Sprookje              | 2    | Christiaan Bauer  | Frans Bauer jr.           | Frans Bauer jr.           | 47:02             | Gewonnen | 941.000     |
| 3   | 4 mei 2025    | Circus                | 1    | Thomas Berge      | Brace                     | Brace                     | 53:22             | Verloren | 904.000     |
| 3   | 4 mei 2025    | Circus                | 2    | Mark Labrand      | Julia van Reyendam        | Julia van Reyendam        | 50:43             | Gewonnen | 904.000     |
| 4   | 11 mei 2025   | Abdij der Tijden      | 1    | Wendy van Dijk    | Martien Meiland           | Martien Meiland           | 50:46             | Gewonnen | 874.000     |
| 4   | 11 mei 2025   | Abdij der Tijden      | 2    | Evi Hanssen       | James Cooke               | James Cooke               | 53:49             | Verloren | 874.000     |
| 5   | 18 mei 2024   | Shark Attack          | 1    | Hannah Mae        | Sera de Bruin             | Sera de Bruin             | 46:49             | Gewonnen | 872.000     |
| 5   | 18 mei 2024   | Shark Attack          | 2    | Billy Dans        | Noor Omrani               | Noor Omrani               | 48:52             | Verloren | 872.000     |
| 6   | 25 mei 2025   | De Vervloekte Kermis  | 1    | Giel de Winter    | Tygo Gernandt             | Tygo Gernandt             | 46:27             | Gewonnen | 923.000     |
| 6   | 25 mei 2025   | De Vervloekte Kermis  | 2    | Tim Klijn         | Florentien van der Meulen | Florentien van der Meulen | 46:58             | Verloren | 923.000     |
| 7   | 1 juni 2025   | Las Vegas Hangover    | 1    | Dyantha Brooks    | Bart Ettekoven            | Bart Ettekoven            | 46:49             | Gewonnen | 957.000     |
| 7   | 1 juni 2025   | Las Vegas Hangover    | 2    | Maarten Steendam  | Annemarie Brüning         | Annemarie Brüning         | 48:11             | Verloren | 957.000     |
| 8   | 8 juni 2025   | De Grote Ontsnapping  | 1    | Worthy de Jong    | Arvin Slagter             | Arvin Slagter             | 45:34             | Gewonnen | 896.000     |
| 8   | 8 juni 2025   | De Grote Ontsnapping  | 2    | Tom Coronel       | Rob Kamphues              | Rob Kamphues              | 48:46             | Verloren | 896.000     |
| 9   | 15 juni 2025  | Missie: Red de Wereld | 1    | Sam Hagens        | Roxane Knetemann          | Roxane Knetemann          | 48:22             | Gewonnen | 652.000     |
| 9   | 15 juni 2025  | Missie: Red de Wereld | 2    | Eveline Stallaart | Eddy Zoëy                 | Eddy Zoëy                 | 50:19             | Verloren | 652.000     |

## Achtergrond
Het programma is gebaseerd op het Vlaamse televisieprogramma Code van Coppens dat sinds oktober 2019 in België uitgezonden wordt door VTM. In februari 2020 werden de rechten van dit programma gekocht door Talpa Network, tevens werden de Vlaamse broers Staf Coppens en Mathias Coppens aangesteld als presentatoren van het programma.
De eerste aflevering van het programma werd uitgezonden op zondagavond 3 januari 2021 en werd bekeken door 628.000 kijkers, hiermee was het programma de vijftiende best bekeken programma van die dag. De twee afleveringen die volgde daalde licht qua aantal kijkers naar 601.000 en 577.000 kijkers. Vanaf de vierde aflevering ging het programma de kijkcijferlift in er trok het ruim 770.000 kijkers.
In juni 2021 werd bekend dat het programma terug zou keren voor een tweede seizoen. Het tweede seizoen ging van start op 2 april 2022 en verschoof hiermee van de zondagavond naar de zaterdagavond. Het derde seizoen verscheen datzelfde najaar nog, voor dit seizoen verschoof het wel weer terug naar de zondag.
In april 2024 keerde het programma na anderhalf jaar afwezigheid terug voor een vierde seizoen. Vanaf dit seizoen is er voor het eerst live publiek in de studio aanwezig.